# سولستاد آفشور
سولستاد آفشور (انگلیسی: Solstad Farstad) شرکت کشتیرانی نروژی است، که در سال ۱۹۶۴ تأسیس شد.